# 매튜 존 암스트롱
매튜 존 암스트롱(Matthew John Armstrong, 1973년 8월 28일 ~ )은 미국의 배우, 텔레비전 배우이다.
시카고에서 태어났다.

## 방송
- 히어로즈 시즌1
- 더 영 앤 더 레스트리스